# ぬりかべ (ゲゲゲの鬼太郎)

境港市水木しげるロードに設置されたぬりかべのブロンズ像

ぬりかべは水木しげるの漫画『ゲゲゲの鬼太郎』（旧題：『墓場の鬼太郎』）の仲間の妖怪のひとり。塗壁、ぬり壁とも表記される。

## 概要

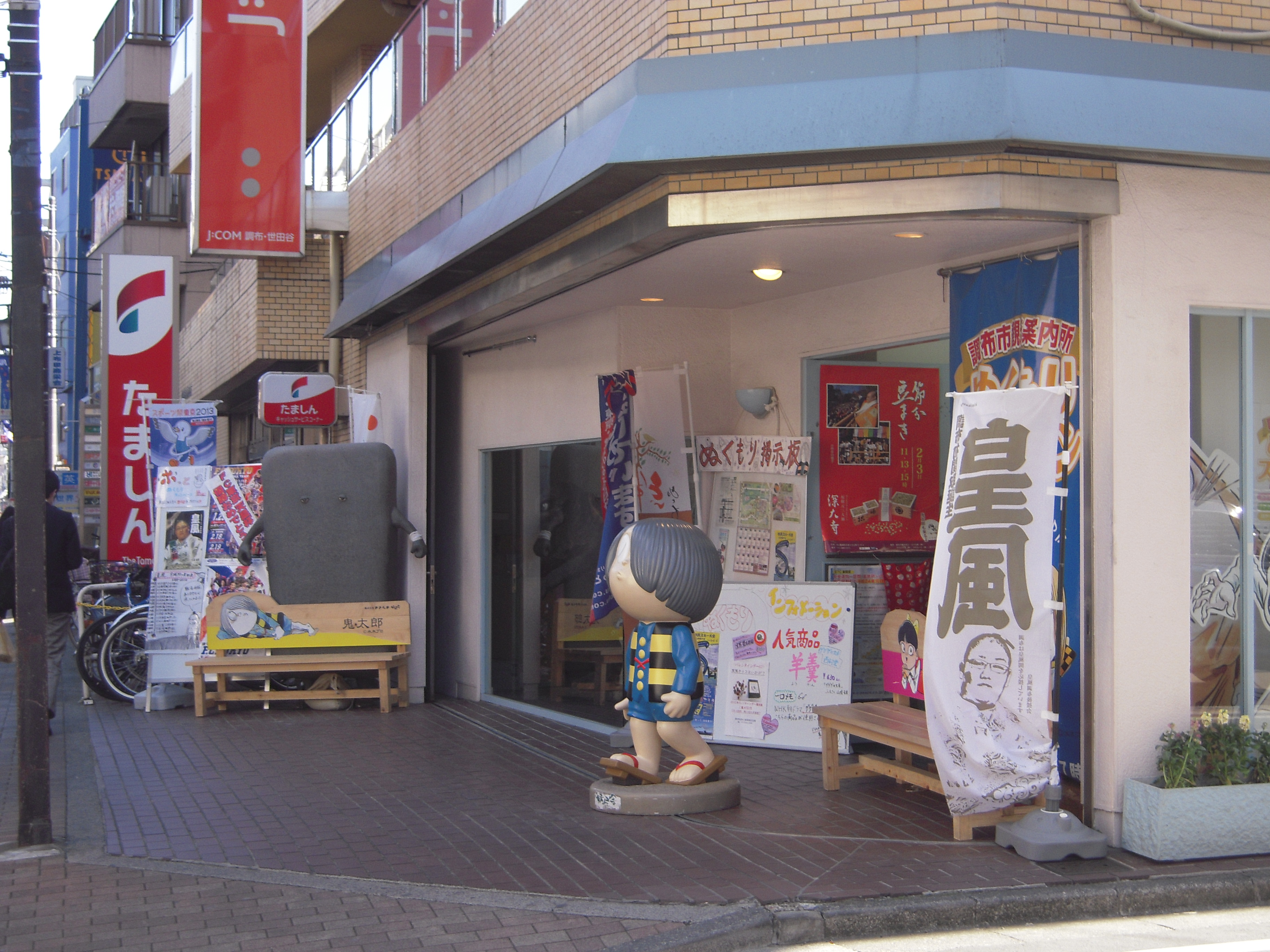
調布市にて

相手の前に立ちはだかって、通行の邪魔をする妖怪。大きな長方形の土壁に目と手足がついた姿。年齢は不明だが、中年男性に相当する模様。
通常時は身長約3メートル、体重約1トンの頑強さを活かして仲間を守る防壁となる。身体の大きさをある程度自在に伸縮でき、第4作第1話の様に身長が数十メートル近くまで巨大化している場面もある。体重も大きさと比例して増減できる。溶岩の中などでも平気で行動できるほどの耐久性も発揮する反面、アニメでは湾曲したり捩れたりする柔軟性も見せている。戦うときは敵に倒れかかって巨体で押し潰すほか、敵を取り押さえて体内に塗り込むなどの攻撃手段を持つ。身体の構造はよく分からないが、アニメ第3作59話と94話で体内に竹の格子のような骨組みが見える描写がある。また、後述の通り吸血鬼に攻められ干からびる描写があり、通常の生物同様の血液あるいはそれに相当する液体が体内に流れているらしく、「鬼太郎の世界おばけ旅行」のキーエフ配下の吸血鬼や第6作93話で吸血鬼化した鬼太郎に襲われた際にはぬりかべも吸血鬼と化している。
食事はごく普通のもので、アニメ第1作ではおにぎりなどを食べる場面がある。体格相応に大食であり、ねずみ男に「飯ばかり余計に食う」と揶揄されたり（「朝鮮魔法」）、1日パン1個しか食べられない状況で弱音を吐いたりしている（お化け旅行編「砂妖怪」）。好物はヤマブドウ。また、子泣き爺ほどではないが酒好きで酔っぱらってふらついて倒れることがある。実際に第6作24話にて一反木綿と共にねずみ男の結婚を祝って、勺一杯の酒を飲むシーンがある。
原作初登場は貸本「鬼太郎夜話・地獄の散歩道」、アニメ初登場は第1作・第10話「妖怪大戦争（前編）」。原作とアニメ第1作での「妖怪大戦争」では、西洋妖怪との闘いで多数の吸血鬼に集られ血を吸い尽くされ戦死したが、その後原作では「笠地蔵」、第1作では第27話「おどろおどろ」で既に説明もなされず復活を遂げており、準レギュラーとして活躍し、やがて正式にレギュラーとなる。アニメ版において、ぬりかべが本格的にレギュラーとなったのは2作目以降である。
言葉も話すが、より生活がクローズアップされた第5作を含めても、総じて仲間より描写が少ない。声のトーンが低く、主な口癖は「ぬりかべ～」（主に登場する時に言う）「ぬり、ぬり」「ぬぅ～」（主に攻撃を受けた時に言う）など。アニメ第4作に至っては、6話と88話でわずかに話した以外は殆ど「ぬりかべ」およびその部分的な言葉しか発言しない。ただし、ゲーム『異聞妖怪奇譚』ではかなり流暢に喋っており、特に攻撃シーンなどでは普通に喋ることが多い。
性格は基本的にのんびりとして温厚で人が好く、原作『妖怪反物』では「疑うことを知らない純粋なぬりかべ」と人柄を説明されている。また、戦闘で体を張って自分が負傷することも厭わず鬼太郎たちを守るなど仲間思いであり、仲間を傷つけたり酷い目に遭わせた相手に激怒することもある。惚れっぽく女の優しさに弱い純情な一面もあり、第3作、第6作では彼の恋物語がある。
劇場版『妖怪ウォッチ』には唯一鬼太郎ファミリーで未登場である。

### 家族
アニメ第5作のみ妻子が登場し、まとめて「ぬりかべ一家」と呼ばれる。初登場は第13話「奮闘！ぬりかべ用心棒」（ただし、OPでは第1話から姿を見せている）。
ぬりかべ女房
声：田中真弓
ぬりかべと同族の妻。体色はピンク（夫は灰色）で、夫よりやや小さく下膨れ気味の体形。夫からは「母ちゃん」と呼ばれている。夫と比べると饒舌で、帽子やエプロンなどを着用する。力は夫にひけを取らず、夫婦で敵を撃退したことも何度かある。連携技で夫の上に乗ることが多いが、その度に「重い」とぼやかれている。
子ぬりかべ
声：豊嶋真千子、高山みなみ、今野宏美、他その回の女性声優達
ぬりかべ夫婦の間に生まれた12体の子供達。体色は水色で、鬼太郎や猫娘の膝くらいの身長。「ぬ〜」としか喋らない。見た目には区別がつかないが、「鬼太郎マガジン」Vol.2によると男子と女子の両方いて、成長すると両親のように色分けされるとのこと（第71話で南国風の衣装を着た際は、腰蓑のみの男子らしき者と貝殻ブラも着けた女子らしき者とがいる）。小柄だが、一族所以の力の強さは持っている。母親の体に同化して移動する事も可能。

## 妖術・技
基本的に頑強な巨体を生かした防御戦術を使用する。鈍重に見えるが後述の移動能力の他、足腰の筋力を利用するジャンプ力など瞬発力はかなりのものがあり、妖怪漆喰や水鉄砲等、攻撃手段も複数所持している。

### 格闘
巨体に見合った怪力の持ち主で、頑強な体と相まって繰り出す技の威力はかなりのものである。また、怪力を活かして障害物の撤去や道具の運搬といった力仕事を請け負うことも多い。
押し潰し / 倒れ込み
最も多用する必殺技。敵に倒れ込んで巨体と超重量（通常時でも1トン）を活かして押し潰す。子泣き爺などが背に乗って加重することも多い。また、アニメ第5作第1話では、水虎に水を利用させないため、水虎を誘き出した学校のプールを塞ぐことに使用した。強敵との戦いで体に穴をあけられることなども少なくなく、『石妖』（アニメでは第6作24話）では石化した石妖を粉々にしたが石の塊となった石妖によって体に穴を開けられてしまった。6作27話では狼男ヴォルフガング相手に使用したが、彼のパンチで粉々に砕けてしまった。6作63話では今回の事件を起こしたにも関わらず全く悪びれていないねずみ男に自分を騙した恨みと星華を消滅させた怒りで彼を押し潰した。
アニメ第2作25話や第5作32話では全力疾走で突進し、相手を建物の壁面に押しつぶしたり、敵の大群を跳ね飛ばす形で使用している。
ぬりかべアタック
第5作13話で大百足に止めを刺したぬりかべ一家の合体技。ぬりかべ女房の上に子ぬりかべ全員が段を組み、それを一番下からぬりかべが支えて同化した後、ジャンプして倒れ込み、一気に全体重をかけて敵を押し潰す強力な合体ボディプレス。この時、全員の体が黄金色に光り輝く。
ジャンプ
足腰を利用して高くジャンプすることができる。ジャンプの高さはシリーズによって異なる。
第2作42話では大ジャンプからのヒップドロップを繰り出して鬼太郎が閉じ込められた車を壊した（余りにも高く跳んだため、ねずみ男から「オーバーだよ」と評されている）。第5作では復活した邪魅に数10メートルの高さまでジャンプして押し戻した（ねずみ男も巻き添えを食らった）。第6作ではバックベアードに洗脳され、鬼太郎がベアードに向けて髪の毛針を発射した時に同じ高さまでジャンプし、髪の毛針を弾き落とした。
お尻アタック
アニメ第5作13話にてぬりかべ女房が大百足に使った横跳びからのヒップアタック。
ぬりかべ自身は垂直にヒップドロップする形で、1980年代『最新版』で夜行さんを押さえつけたりしている。
ぬりかべパンチ・張り手・キック
ぬりかべの強靭な腕や足の力を利用した攻撃。パンチでアニメ第5作33話ではミイラ軍団を撃退、87話ではゴーレムを粉砕した。第6作11話では子泣き爺が動かせなかった杓子岩を、張り手一発で動かすという荒業を見せ、63話であしまがりを封印した岩をどかそうとした時は腕の筋肉を膨張させ強化していた。第6作28話ではキックをヴィクター・フランケンシュタインが作った合成生物に食らわせている。

### 妖怪漆喰
体を構成する漆喰を泥状にして、敵を塗り込み固めることができる（表現上セメントのように見える事もある）。この漆喰を扱う時はどこからともなく左官のコテを出して使う。
アニメ第5作ではその技量で左官屋の様に建物の建築・修繕をしたり、87話で自分と体質が似た西洋妖怪ゴーレムの修復を行っている。
第6作69話では全身を泥状にして決壊寸前のダムの傷を塞いだ。
塗り込む
敵を取り押さえて体内に塗り込む（自分より巨大な体躯の敵は塗り込めないが、身長か体の厚みを少々上回る程度なら可能）。アニメ第4、5作のように設定はあるが劇中では未使用の場合もある。
「朝鮮魔法」で初使用したが、この時は塗り込んだ石像に潜んでいたぬっぺらぼうに逃げ出されたり、彼らの“魔法”（正体は透明な巨大ぬっぺらぼう）を塗り込めず腹を蹴破られたりして失敗した。「血戦小笠原」にてアササボンサンを仕留めたのが初成功である。
アニメ第3作第54話ではベリアルを塗り込もうとしたが、脱出され失敗した。
実写映画第1作では気狐の一体を体に塗り込んでいる。
アニメ第6作第12話では八百八狸の一匹を胸から上だけ出して塗り込み尋問した。第37話ではヴィクター・フランケンシュタインの下半身を塗り込むが、バックベアードが鬼太郎に倒された後に魔法石で逃亡された。
「決戦　愛宕山」でがしゃどくろを塗り込んだ直後は、大食の後のようにげっぷをした。
またこの応用で荷物などを体内に収めることもできるようで、アニメ第3作12話では多数のミカンを持参し、第5作13話では子ぬりかべ達は母親（ぬりかべ女房）の体内から現れている。
ぬりかべ封じ
体から漆喰を削り取って敵に直接塗り付けたり、投げ付けて固める。アニメ第3作70話と103話で使ったが、2回とも敵に騙されての仲間割れという状況だった。
また、第5作87話ではこれを応用してゴーレムの傷の応急処置を行っている。
再生能力
大穴を開けられるほどの重傷を負わされても（「朝鮮魔法」「石妖」など）、縫合したり漆喰で埋めたりして修復できる。アニメ第3作103話では白粉婆の燃える白粉、第6作27話では狼男ヴォルフガングの拳でバラバラに砕かれたが、各話戦いの後では（後者ではヒビが残っていたものの）立てるほどに再生していた。ただし原作や第1作の「妖怪大戦争」で吸血鬼軍団に血を吸い尽くされた後はかなり長期に渡って欠場しており、片や同じ吸血でも第3作46話で吸血象にやられた時は一話の内に復活していることから、シリーズや負傷の性質によって再生力に差がある模様。第6作63話でもあしまがりの攻撃を受けて体がボロボロになっていたが、事件後は完全に修復されていた。

### 液体の貯蔵と噴出
体内に水や油を蓄え（「鬼太郎国盗り物語」にて容量約5トンと本人談）、必要に応じて噴出することができる。また『鬼太郎大百科』の解説によれば、足の裏から蒸気を噴射してジャンプするとされている。
水鉄砲
口からテッポウウオのように水を吹く。『鬼太郎の世界お化け旅行』の砂妖怪との戦いで初使用（アニメでは第5作36話で子ぬりかべが初使用）。『黒坊主』でも、黒坊主へのとどめとして水鉄砲を使用した。『鬼太郎国盗り物語』のムーのヤドカリマンモス軍との戦いではガソリンを撒き、鬼太郎が火を放つ戦法を取った。
水霧（みずぎり）
体から水を霧状に噴出して視界を遮る。アニメ第4作46話「妖怪大裁判（前編）」で初使用。天狗ポリスから追われる鬼太郎を逃がした。
技名はゲーム『妖怪創造主現る！』より。
渦巻き
ゲーム『異聞妖怪奇譚』にて使用。大地を踏みしめ回転しながら水を噴射し、水流の竜巻を起こす。

### その他
防壁役
頑強な巨体を活かして敵の攻撃から仲間を守ったり、敵の移動を阻んだりする（率先して敵の攻撃を自ら受ける事になる為、負傷する事も多い）。実弾兵器の類いは効かず、第3作68話では戦車砲、第6作36話ではマシンガンの弾を正面から受け止め、第6作最終話では特殊部隊が放った対妖怪用の銃弾すら致命傷にはならない（流石に多数受けてダメージはあったが）。ただし防げる攻撃の性質はシリーズによって異なり、暴風や雪崩などの強い力を受けると耐えきれず後ろに倒れてしまう（第4作50話や109話など）ことや、冷気で凍らされたり、大百足の毒やぬけ首の熱気攻撃で体が溶けたこともある。背後から攻撃されると弱いらしい。また、第6作55話ではテニス部の少女・岡倉優実に請われて守備の技術を教え、彼女を全国大会優勝へ導いたことが終盤で判明した。75話では魂の状態で玉藻前の攻撃で飛ばされた鬼太郎を守った。
子ぬりかべ達は一体一体が小さいため、ブロックの様に複数組み合わさって防壁になり、第5作最終話で水龍丸の起こした鉄砲水から街を守る防波堤となった。
反射
アニメ第3作103話で使用。相手の攻撃を受け止めた後に体が赤く発光し、相手に向かって撃ち返すカウンター技。白粉婆に騙された鬼太郎との本気の戦いで使用し、髪の毛針やリモコン下駄を反射した。
巨大化・縮小化 / 伸縮
体の大きさは通常時から自在に変えることができるが、上限下限はある。
第4作では歴代でも際立って巨大化する事があり、基本の大きさも歴代随一である。本作では巨体である事が強調される描写が随所にあり、一挙一動が地響きを起こすほどに重く力強い。第1話「妖怪！見上げ入道」中など、近代ビルに匹敵するほど巨大化している場面もあるが使用は限られている。第6作3話では巨大化して橋代わりになったこともある。
第3作54話ではぬりかべの妖力を奪った悪魔ベリアルが、子泣き爺から奪った岩石化能力と合わせ岩石巨人と化した。
また、腕の部分のみの伸縮も可能で、食事や塗り込みなどを行う際はこれによって腕を伸ばし（普段の腕の長さでは届かない為）、第3作103話では鬼太郎に掴みかかった。
移動能力
ぬりかべの能力でも特に有用性の高いもので、巨体とは裏腹に異常とも言えるほどの移動能力が特徴。アニメ第3作以降は鬼太郎達と別行動をとって、窮地の時などに突如現場に出現する能力を披露するようになった。移動の原理は明らかになっておらず、地中から出現したり潜ったりする際には地面が元通りに塞がっていく描写がある。アニメ第5作46話では、高層ビルの壁に同化することで上層へ移動したと思われる描写がある。
アニメ第3作66話で鬼太郎達が海外（韓国）に遠征した際は別行動で即日現地に到着し、同作108話では足洗いに踏まれた鬼太郎のところに突然現れ、その巨体で足洗いを持ち上げ、鬼太郎を助けた。さらに、第4作最終話「絶体絶命！死神の罠」に至っては、地獄界を先行していた妖怪列車や妖怪自動車に現世から追いつき、線路の支柱の中から妖怪自動車を後ろから掴んで加勢できるものを選んで現れた。第6作16話では一反木綿に乗った猫娘たちとは別行動で同時に境港に到着した。
ただし原作ではこのような能力は見られず、『鬼太郎の世界お化け旅行』では移動面で巨体ゆえの不便な思いをしている。また第6作63話で一反木綿曰く「歩くと遅い」と評されている。
第6作69話と72話では上空からの登場はカラスヘリコプターから飛び降りているが、これで説明のつかない飛び降り場面もある。
また、原作やアニメ第1作でも船旅の際は体の面積を活かし帆のように風を受ける。
擬態・同化
他の壁に溶け込むように姿を隠す。
実写映画第1作では壁面に周りと似た風景を映す空間迷彩のような能力を見せた。また第2作では過去の映像を映し出すスクリーンとして使われた。
第5作13話では妖怪長屋の子泣き爺の部屋に同居していた際、普段は壁に同化して暮らしていた事が明かされている。
第6作10話ではまなの教室の天井に擬態しながらまなを見守っていたが、それが七不思議の一つとなった。同作51話では壁などに溶け込まず街中に立っていても人間達に認識されない場面がある（作画上は半透明に表現。任意に人間から認識されなくなる、第6作の妖怪の基本能力の模様）。74話ではぬりかべの魂を取り込んだ石動零が地面に擬態し、玉藻前の背後を取る。
ジャンプ台
アニメ第3作74話で使用。体をしならせて上辺へ仲間に足を掛けさせ、戻る勢いを加えて跳び上がらせる。同作51話では橋を落とされた谷間に立ち、自動車で飛び越えるためのステップ台になった。
マグマ誘導
アニメ第3作47話と111話で使用。パンチや地中移動能力などで火口や地底のマグマだまりなどに繋がる穴を開け、敵地にマグマを流し込む。ぬりかべ自身は短時間ならマグマの流れに乗ることも可能。
戸板返し（といたがえし）の術
アニメ第3作103話で魚を捕るのに使用。水中で回転し筒のようになって周囲のものを吸い込み、先述の塗り込みの応用で魚を体内に捕らえた。
鼻糞
「国盗り物語」で役小角三十世との戦いに使用。人間がこの鼻糞をのみ込んでしまうと下痢を引き起こす。ここで初めてぬりかべの鼻が描かれた。
ぬりかべ反射鏡
アニメ第4作93話や「妖怪千物語」第4話で砂かけ婆の用意した妖怪磨き粉（または磨き砂）で体表を磨き、大きな鏡になる。前者は月女を月に帰す船に必要な月光を集めるのに使用、後者は傘化けの熱線を跳ね返しダメージを与えた。

## 映像作品における変遷

### アニメ
第1期
登場回数は6回で、完全なゲスト扱い。上記のように「隠形魔法」（原作「朝鮮魔法」を改題）の回では、多数のおにぎりを食べたり、饒舌に喋るといった姿を見せた。手や腕が描かれている回は第57話の「隠形魔法」と第60話の「笠地蔵」のみである。
第2期
登場回数は8回で、こちらも完全なゲスト扱い。妖怪アパートの住人として登場し、走る、ジャンプするなど他のシリーズと比べて大きな動きも見せる。初登場の第2話では普通に喋り、口の描写もあった。
第3期
特殊な移動能力を得て、神出鬼没に鬼太郎達の援護に駆けつけるようになった。ただし、敵妖怪の攻撃も強力になり、負傷することも激増した。今作から「ぬりかべ～」が口癖になるが、他の台詞も第2作までに比べるとかなり増えている。人間（及び人間型妖怪）の女性に興味があり、59話で後神の美貌にトロけたり、103話で紅子という少女に淡い恋心を抱いたりした。美食家らしく、劇場版『ゲゲゲの鬼太郎 最強妖怪軍団!日本上陸!!』でチーに騙されて丸薬を食べた時もよく噛んで味わい評価していた。本作のみ体色は水色。
第4期
第2作までの無口であまり喋らない性格に戻るが、第3作と同じく移動能力を使い援護に駆けつけてくれる。93話では妖怪磨き粉で巨大な鏡にもなった。今作のみ子泣き爺同様「元々石なので石化攻撃を受けても無効化できる」という設定（102話）。29話ではダイダラボッチの巨大さに怯み、撤退する場面もあった。一番会いたいと思っている者はお地蔵様（89話）。101話で一刻堂に封じられた時は朽ちた土壁に変えられた。他シリーズと比べ太い手足を備えた重量感のある力強い造形で、目も大きめ。ジャンプは苦手（飛び降りて登場することはほとんど無かった）で40話の運動会の幅跳び記録は33cm（猫娘から「倒れただけじゃない」と突っ込まれた）。本作以降の体色は灰色。このシリーズのみ声にエフェクトがかかっている。
第5期
真四角だった前作までと比べて丸みのある角に上の幅が若干広い体型をしている。先述の通り妻子がおり、当初は妖怪長屋に単身で住んでいたが（子泣き爺のルームメイトで家賃は格安だった）、13話で妖怪横丁にマイホームを建てて家族を呼び寄せており、この資金（長屋の家賃とマイホームの建築材費）を稼ぐ為にねずみ男の口利きで人間界で悪妖怪退治のアルバイトをしていた。自宅の建築作業は自前であり、その技能を買われてか36話では目玉おやじからゲゲゲハウスの改装、87話ではお歯黒べったりから大風呂屋敷の外壁の修繕を頼まれている。約束を重んじる性格で、家族を抱える身ながら他者を信じ過ぎる様子をねずみ男に心配されている。運動神経が良く、53話では夫婦で一輪車芸を披露。73話で妖怪四十七士の福岡県代表に覚醒。
第6期
こんにゃくのように角がゆがんだ体形となり、実際の動きもこんにゃくのように弾力性のあるものとなっており、前作までと比べてより分厚い体格になった。無口な性格は変わらず片言で話すが、饒舌に話す時もある。10話で犬山まなを守ったことにより感謝の笑顔を向けられたことで彼女に惚れ、それ以降はまなの教室の天井にへばり付いてまなを見守るようになった。24話ではねずみ男の結婚を祝福していたが、石妖の結婚詐欺だったと知ると容赦ない怒りを露わにしており、石化した石妖を粉々にして「男を騙す!悪い女!参ったか!思い知ったか!」と叫んでいる。63話では自分の笹林を守るために人を襲った笹の精・星華に同情するが、星華に逆恨みしねずみ男と結託していた黒幕・あしまがりに騙され彼を復活させてしまった。それでも何とかあしまがりを倒したものの、星華の消滅によって悲しみに暮れる。しかし、星華が一本の笹に蘇ったと知ると、すぐに立ち直り来年の再会を楽しみにした。72話でいやみの術にかかり色ボケになった時は目つきがキリリとした二枚目風となるが、まなと砂かけ婆から「微妙」と言われた。61話ではアイドル・電池組の一人であるニッケルカナの妄想の中で、彼に似た外見をして「と～う～ふ～」が口癖の豆腐妖怪が登場した。

### 実写映画
実写映画版第1作にて、猫娘共々実写初登場を果たす。「妖術・技」の項で先述したように映画独特の擬態能力を見せた。2作目においては出番が増え、アニメなどでのように突如出現する能力も披露し、夜叉相手に善戦した。なお、実写映画版のぬりかべは目玉おやじや一反木綿同様CGで表現されているが、2作目の戦いで体に大穴が開けられ倒れるシーンのために初めて造形物が作られた。声を演じた伊集院光の談によれば、第1作では4時間の収録時間が用意されたが、「ぬりかべ～」の台詞が一発OKとなったため8分で終了となり、第2作では2時間半の予定だったが、22分で終了したとのことである。

## 演者
各種媒体にてぬりかべを演じたのは以下の通り。
- 声優
  - 北川国彦 -（第1期：第10話）
  - 杉浦宏策 -（第1期：第29話）
  - 内海賢二 -（第1期：第57話）
  - 富田耕吉 -（第1期：第60話、ゲーム『ゲゲゲの鬼太郎 異聞妖怪奇譚』）
  - 山田俊司 -（第2期：第2話）
  - 屋良有作 -（第3期）
  - 龍田直樹 -（第4期、第5期）
  - 島田敏 -（第6期、2025年版舞台『ゲゲゲの鬼太郎』）
  - 伊集院光 -（実写映画『ゲゲゲの鬼太郎』シリーズ）